# Steleops elegans
Steleops elegans är en insektsart som först beskrevs av Banks 1904.  Steleops elegans ingår i släktet Steleops och familjen storstövsländor. Inga underarter finns listade i Catalogue of Life.